# Kellersee
Der Kellersee ist ein Natursee in der Holsteinischen Schweiz in Schleswig-Holstein und Teil des Flusssystems der Schwentine, die u. a. einen der Zuflüsse sowie den Abfluss darstellt.

## Topographie
Der ungleichmäßig geformte See hat bei einer Länge von ungefähr 3,2 km und einer Breite von 3,7 km eine Wasseroberfläche von 555 ha, eine Tiefe von bis zu 25,8 m, wobei der Durchschnitt bei 11,7 m liegt, und eine Höhe über dem Meeresspiegel von etwa 24 m.

## Lage
Der Natursee liegt inmitten der Holsteinischen Schweiz, die durch eine hügelige Moränenlandschaft geprägt ist. Er liegt zwischen den Gemeinden Eutin und Malente, wobei zur Malenter Gemeinde im Westen, wo die Schwentine weiterfließt, noch die Ortschaft Krummsee im Norden des Gewässers gehört, während auf der Eutiner Seite der Stadtteil Fissau im Süden, wo der Zufluss liegt, und das Dorf Sielbeck im Osten an den See grenzen.

## Ufer
Das Ufer wird von einem Rundweg mit einer Länge von ca. 16 km umfasst, wobei er nicht durchgehend am See entlangführt, sondern beispielsweise auch durch den durch Laubbäume dominierten Mischwald, der direkt an das Ufer anschließt. Eine Bebauung ist lediglich an den vier Orten, die direkt am See liegen, vorhanden, wobei diese häufig aus großzügigen Seegrundstücken mit Einfamilienhäusern besteht. Badestellen gibt es u. a. in Malente Wöbbensredder, am Campingplatz in Fissau sowie in Sielbeck mit dem abgelegenen „Hamburger Strand“.

## Nutzung
Der Kellersee bietet mehrere Möglichkeiten zur Nutzung, die in den folgenden Punkten aufgezählt sind.

### Wassersport
Der ganze See ist für Wasserwanderer als Teil des Flusssystems der Schwentine nutzbar, genauso wie für Schwimmer an diversen Badeplätzen. Des Weiteren wird der See auch von einem Malenter Segelverein genutzt.

### Tourismus
Der See ist touristisch durch eine Seerundfahrt mit dem Ausflugsboot Luise erschlossen sowie neben Campingplätzen auch durch jeweils ein Fährhaus mit Restaurant- und Hotelbetrieb in Sielbeck und Fissau, wobei in Fissau aktuell  ein Neubau des Hotels in Planung ist. Des Weiteren befindet sich in Malente direkt am See auch ein Krankenhaus mit Parkanlage, die örtliche Jugendherberge und ein Bildungszentrum sowie das Gut Rothensande am Ortseingang, das als Immenhof Filmgeschichte schrieb und heute als exklusives Hotel am Seeufer mit Schwerpunkt auf den Pferdesport betrieben wird.

### Fischerei
Der Kellersee wird von der Fischerei Schwarten bewirtschaftet, welche auch ein kleines Lokal direkt am Seeufer betreibt. Für Angler ist das Angeln rund um die Uhr auch vom Boot aus gestattet, wobei Gastangler einen sogenannten Gewässerschein erwerben müssen.

## Artenvorkommen
Der Kellersee verfügt über einen sehr guten Bestand an Hechten, Zandern, Flußbarschen, die häufig an markanten Punkten der Unterwassertopografie wie den unterschiedlichen Tiefen, Untiefen, Barschbergen und steilen Scharkanten sowie an Schilfkanten anzutreffen sind. In den tieferen Freiwasserbereichen leben überwiegend Maränen und Seeforellen. Außer den genannten Arten kommen des Weiteren hauptsächlich in der wärmeren Uferzone Aale, sowie Friedfische wie Karpfen, Brachsen, Schleien, Rotaugen und Rotfedern in größerer Zahl und teilweise auch in hohen Stückgewichten vor. Gewisse Veränderungen hat es bei den Populationen der Spezies Ukelei, Binnenstint, Große Maräne und Aalquappe gegeben. Die Uferregion ist wegen teilweise dichtem Schilfbestand nicht überall ohne Boot zugänglich. Der See, welcher hinsichtlich der Gewässereutrophierung mit gutem bis mittlerem Regenerationspotential eingestuft wird, ist in zahlreiche Buchten gegliedert und von größeren Krautfeldern durchsetzt. Sein Boden besteht zu großen Teilen aus Sand-, Stein-, Kies- und Schlickfeldern.

## Besonderheiten
An einigen Stellen des Sees kann es zu gefährlichen Fallwinden, die zu einer akuten Seenot führen können, kommen, vor allem in der Fissauer Bucht, da der an dieser Stelle schlauchförmige See zwischen zwei steil abfallenden Hügeln im Mündungsgebiet der Schwentine gelegen ist. Dieses Phänomen lässt sich auf die eiszeitliche Entstehungsgeschichte der Region zurückführen.

## Historische Darstellungen

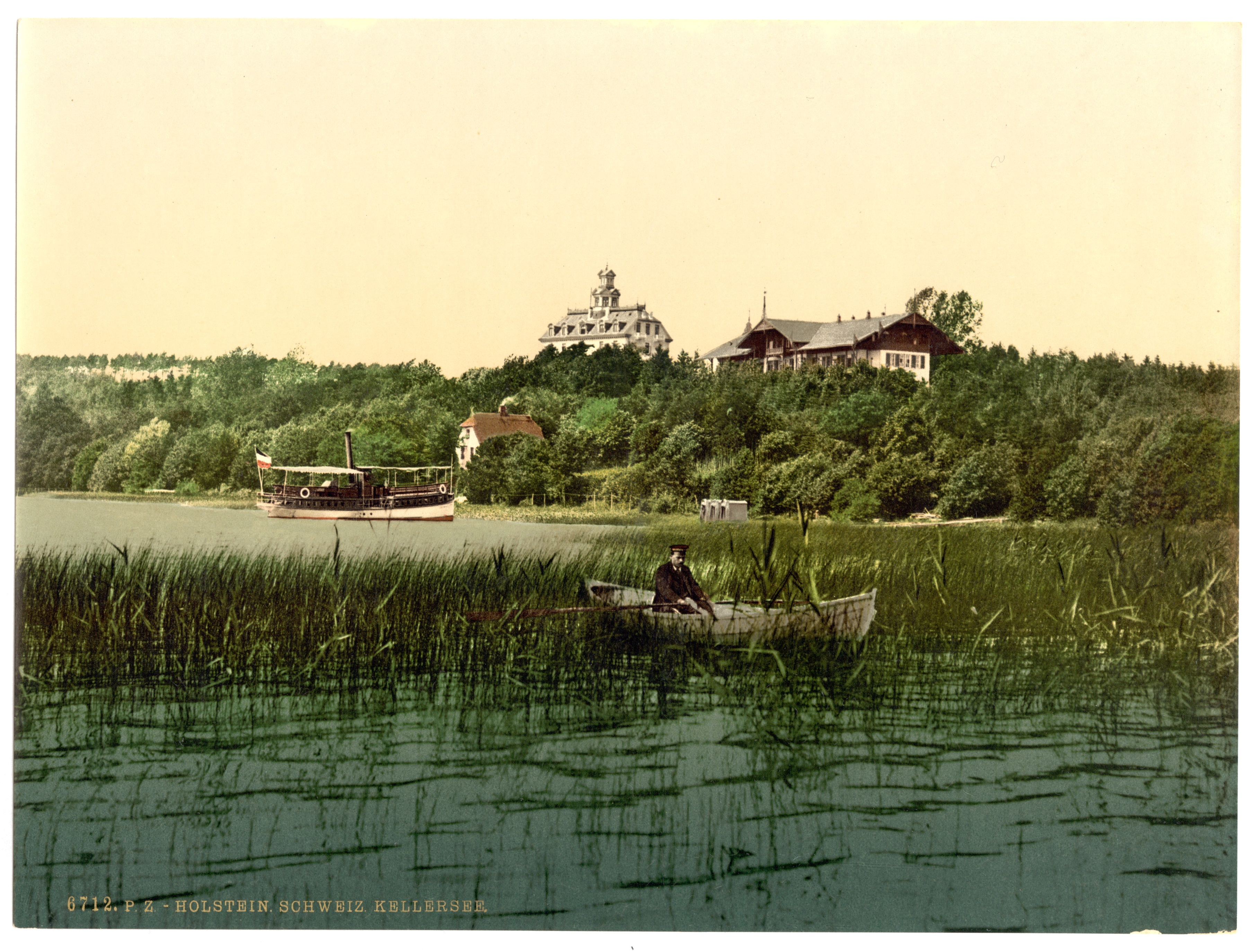
Historische Ansicht des Kellersees um 1900
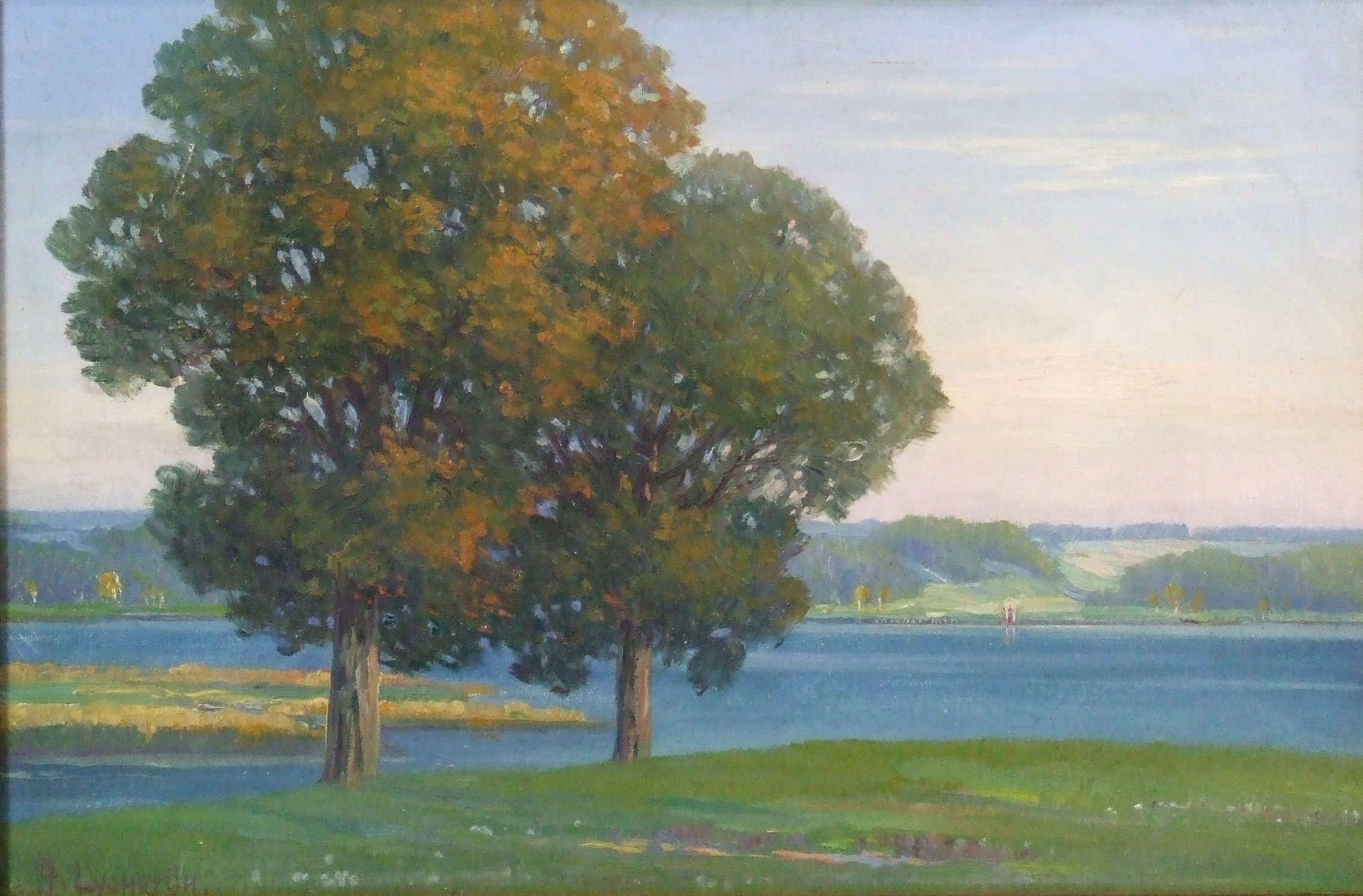
Arnold Lyongrün: Eichen am Kellersee, Ölgemälde aus dem Jahr 1919